# No Way Out (2001)
No Way Out (2001) foi um evento pay-per-view realizado pela World Wrestling Federation, ocorreu no dia 25 de fevereiro de 2001 no Thomas & Mack Center na cidade de Las Vegas, Nevada. Esta foi a terceira edição da cronologia do No Way Out.

## Resultados
| #                              | Lutas | Estipulação | Tempo |
| ------------------------------ | --- | --- | ----- |
| Sunday Night Heat              | Rikishi derrotou Matt Hardy por desqualificação.                                                                          | Singles match | 03:50 |
| 1                              | The Big Show derrotou Raven (c)                                                                                           | Singles match pelo WWF Hardcore Championship | 06:13 |
| 2                              | Chris Jericho (c) derrotou Chris Benoit, Eddie Guerrero, e X-Pac                                                          | Fatal Four-Way match pelo WWF Intercontinental Championship | 12:18 |
| 3                              | Stephanie McMahon-Helmsley derrotou Trish Stratus                                                                         | Singles match | 08:30 |
| 4                              | Triple H derrotou Steve Austin                                                                                            | Three Stages of Hell match - Austin derrotou Triple H (12:20) - Triple H derrotou Austin (27:11) em um Street Fight - Triple H derrotou Austin (39:27) em um Steel cage match | 39:27 |
| 5                              | Steven Richards derrotou Jerry Lawler                                                                                     | Singles match | 05:31 |
| 6                              | The Dudley Boyz (Bubba Ray e D-Von) (c) derrotaram Edge e Christian e The Brothers of Destruction (Kane e The Undertaker) | Three Way Tables match pelo WWF Tag Team Championship | 12:06 |
| 7                              | The Rock derrotou Kurt Angle (c)                                                                                          | Singles match pelo WWF Championship | 16:54 |
| (c) - Campeão(s) antes da luta | | |       |